# 卡西安峰

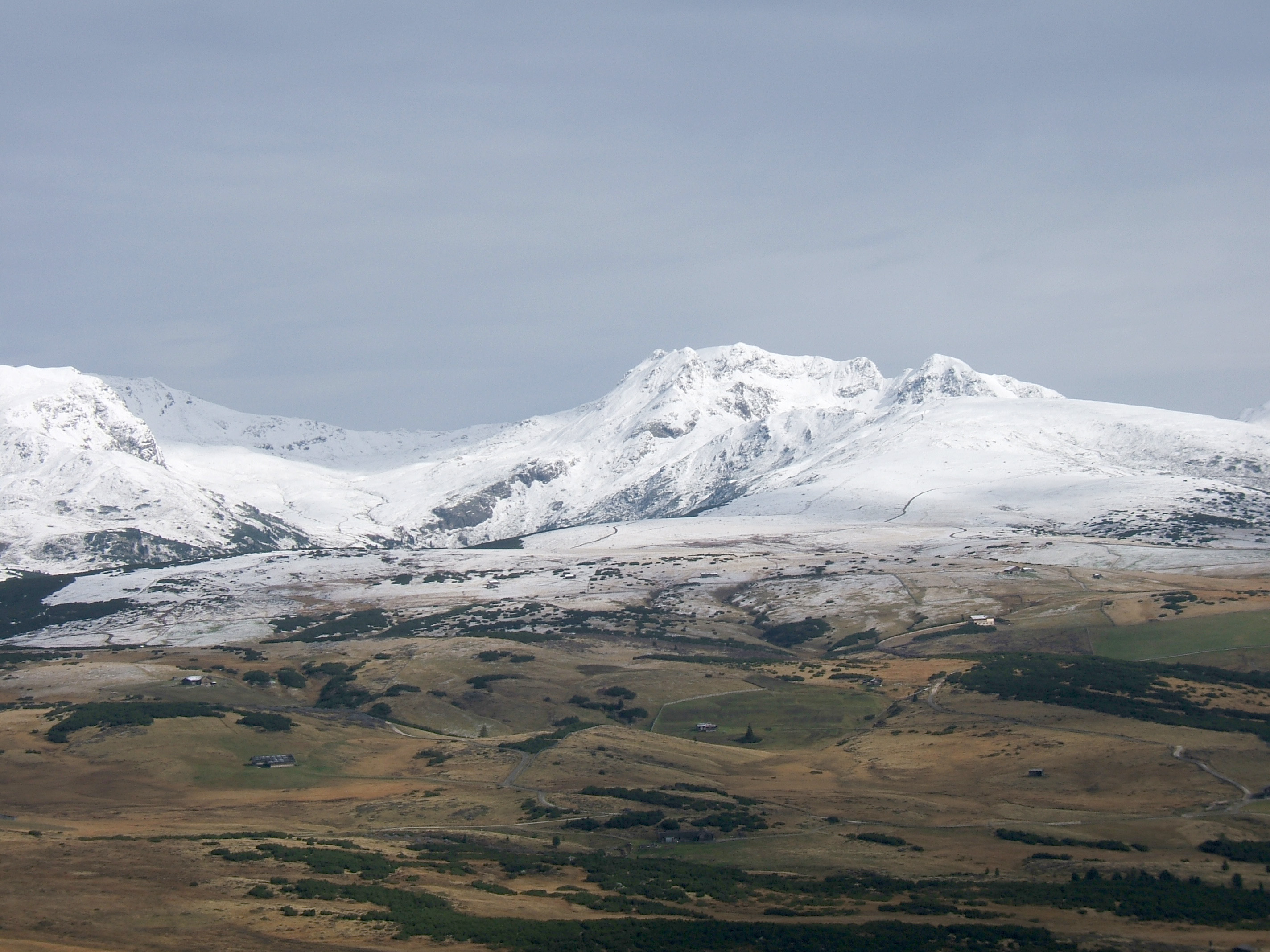

46°42′32″N 11°29′48″E / 46.70889°N 11.49667°E
卡西安峰（德語：Kassianspitze），意大利语称圣卡夏诺峰（義大利語：Cima San Cassiano），是意大利博爾扎諾-南蒂羅爾自治省的山峰，位於該國北部，屬於萨恩塔尔山脉的一部分，海拔高度2,581米，每年平均降雨量1,579毫米。